# فريتز أنيكه
فريتز أنيكه (بالألمانية: Fritz Anneke؛ بالإنجليزية: Fritz Anneke) هو ثوري وصحفي أمريكي وألماني، ولد في 3 يناير 1818 في دورتموند في ألمانيا، وتوفي في 6 ديسمبر 1872 في شيكاغو في الولايات المتحدة.